# Dolmen du Pavois
Le dolmen du Pavois est situé à Saint-Nicolas-la-Chapelle, dans le département français de l'Aube, en France

## Description
Le dolmen comporte quatre orthostates surmontés d'une table de couverture de forme convexe. L'entrée est fermée par une petite dalle.
Les fouilles d'A. Lemoine en 1966 ont permis d'y découvrir un éclat de silex, quatre tessons de poterie et quelques ossements, dont certains calcinés, correspondant à deux individus différents. La tombe avait fait l'objet de violations antérieures.

## Protection
L'édifice est inscrit au titre des monuments historiques en 1993.